# Radosław Majewski
Radosław Majewski, född 15 december 1986 i Pruszków, är en polsk fotbollsspelare (mittfältare) som spelar för Pogoń Szczecin. Han har även spelat för polska landslaget.